# Linnean Society of London

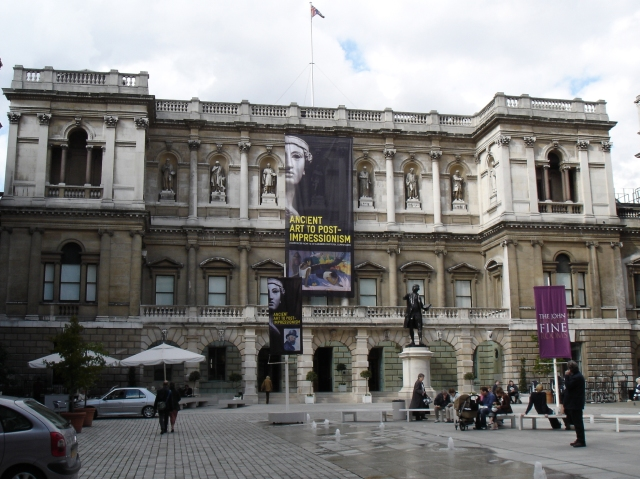
Burlington House, zetel van de Linnean Society of London

De Linnean Society of London is een organisatie die zich bezighoudt met discussies, studies en het verspreiden van kennis op het gebied van genetica, natuurlijke historie, systematiek, biologie en geschiedenis van planten- en dierentaxonomie. De organisatie is gevestigd in Burlington House (Piccadilly, Londen). Het genootschap is opgericht in 1788 en is vernoemd naar de Zweedse natuuronderzoeker Carl Linnaeus. Het beheert de botanische en zoölogische collecties en de boekencollectie van Carl Linnaeus. Deze heeft het verworven van de executeur van James Edward Smith, de eerste voorzitter van de Linnean Society of London. Tevens wordt de plantencollectie van Smith zelf beheerd. 
Het lidmaatschap van de Linnean Society of London staat open voor zowel professionals als amateurs en is in drie categorieën verdeeld: student membership, associate memberschip en fellowship (Fellow of the Linnean Society). Ieder lidmaatschap vereist de nominatie van twee fellows, waarna er een stemming volgt over het lidmaatschap. Fellows hebben toegang tot de bibliotheek en ontvangen vier keer per jaar The Linnean, een nieuwsbrief. Ze hebben bij bijeenkomsten stemrecht betreffende alle zaken over de organisatie en mogen de aanduiding FLS achter hun naam zetten. Tussen 18 en 28 jaar kan iemand een "associate" worden. Associates hebben alle privileges van fellows, behalve stemrecht. Tussen 18 en 23 jaar kan iemand lid worden als student. Zij hebben toegang tot de bibliotheek, ze ontvangen The Linnean en mogen bijeenkomsten bezoeken. 
De Linnean Society of London geeft drie wetenschappelijke tijdschriften uit met betrekking tot biologie, botanie en zoölogie; respectievelijk Biological Journal of the Linnean Society, Botanical Journal of the Linnean Society en Zoological Journal of the Linnean Society. 
De Linnean Society of London is aangesloten bij de European Botanical and Horticultural Libraries Group (EBHL), een organisatie die zich richt op de promotie en facilitatie van samenwerking en communicatie tussen personen die werken in botanische en horticulturele bibliotheken, archieven en gerelateerde instituten in Europa. 

## Prijzen en medailles
De Linnean Society of London kent meerdere prijzen en medailles toe. De Linnean Medal wordt toegekend aan een botanicus of zoöloog voor zijn verdiensten van de wetenschap. De Linnean Gold Medal wordt toegekend aan personen die zich bijzonder verdienstelijk hebben gemaakt voor de organisatie zelf. De Bicentenary Medal wordt toegekend aan een bioloog die jonger is dan 40 jaar vanwege uitzonderlijke prestaties. De H.H. Bloomer Award wordt toegekend aan amateurs voor een belangrijke bijdrage aan de biologische kennis. De Irene Manton Prize wordt toegekend aan een promovendus voor het beste proefschrift in een academisch jaar. De Jill Smythies Award wordt toegekend aan een botanische kunstenaar vanwege excellente illustraties. De Darwin-Wallace Medal wordt toegekend vanwege vorderingen op het gebied van de evolutiebiologie. 

## Prominente leden uit heden en verleden
- Pieter Baas
- William Baker
- Joseph Banks
- Wilhelm Barthlott
- Henk Beentje
- Stephen Blackmore
- Kåre Bremer
- Robert Brown
- Sherwin Carlquist
- William Gilbert Chaloner
- Peter Crane
- Phil Cribb
- Charles Darwin
- Peter Hadland Davis
- John Dransfield
- Jeffrey Duckett
- Aljos Farjon
- Mike Fay
- Else Marie Friis
- Werner Greuter
- Jeffrey Harborne
- David Hawksworth
- Vernon Heywood

- Stephen Hopper
- William Hudson
- Chris Humphries
- Sandra Knapp
- Aylmer Bourke Lambert
- John Lindley
- Maxwell Tylden Masters
- Conley McMullen
- Archibald Menzies
- Barbara Pickersgill
- Alec Pridgeon
- Peter Raven
- Paula Rudall
- Martyn Rix
- Vincent Savolainen
- Ole Seberg
- Erik Smets
- Anthony Smith
- Laurence Skog
- Philip Barry Tomlinson
- Alfred Russel Wallace
- Kurt Wein
- Onno Wijnands
- William Withering
- Charles Kingsley